# Runenblock von Sjusta

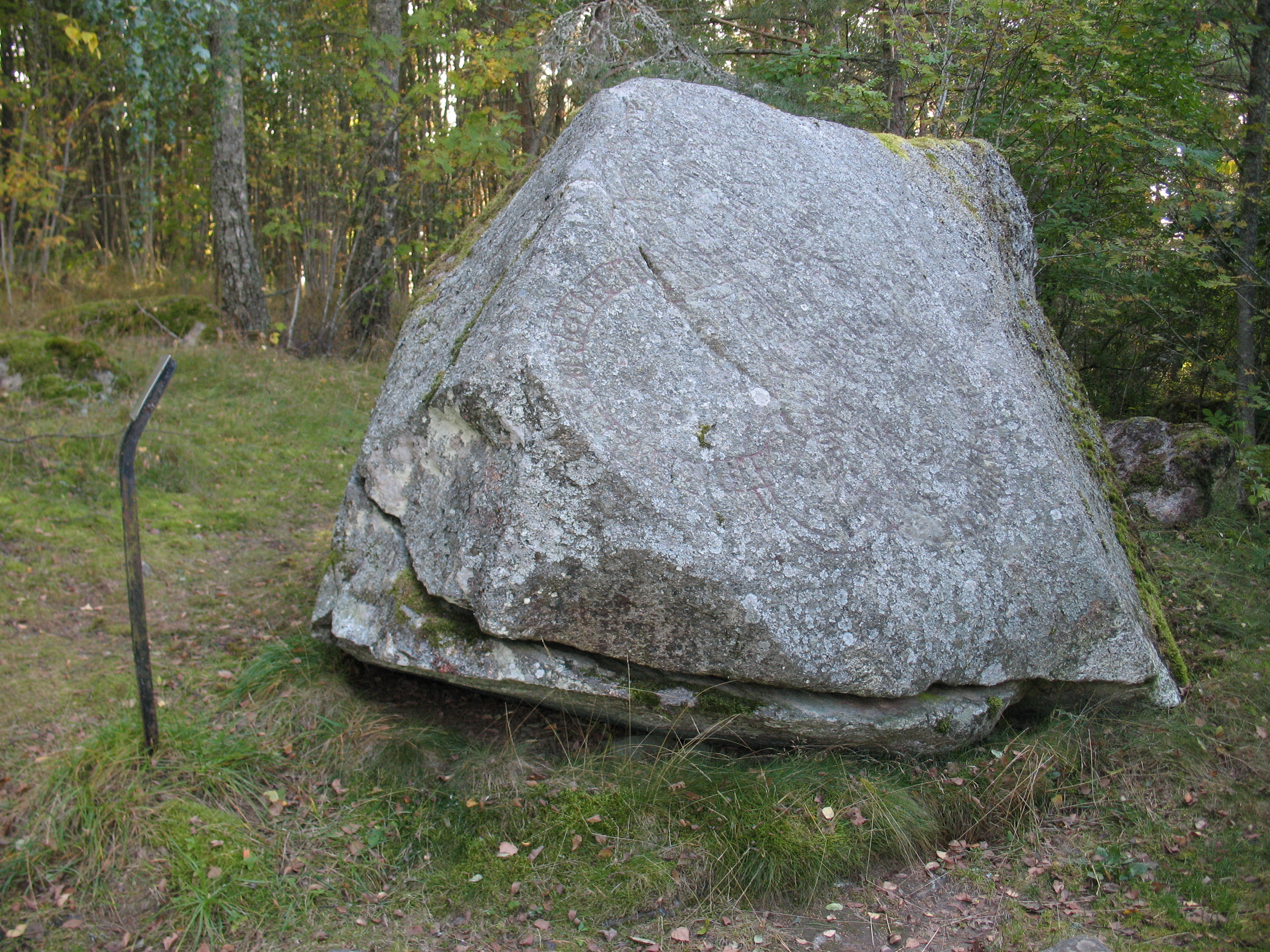
Runenblock von Sjusta

Der Runenblock von Sjusta (schwedisch Runblocket i Sjusta) liegt auf dem Galgflottsbacken (Hügel) im Westen von Sjusta in Uppland in Schweden. Er trägt die Runenstein-Nr. U687 und wurde 1858 vom Autor der schwedischen Nationalhymne und Historiker Richard Dybeck (1811–1877) erstmals beschrieben. 
Der etwa fünf Meter lange Findling aus grauem Granitgneis hat eine Höhe und Breite von etwa zwei Metern. Die 1,48 m lange und 1,26 m breite Ritzung liegt auf einer Schmalseite.

## Inschrift
Die Inschrift lautet: 
Runa machte dieses Denkmal zum Gedächtnis an Spjallbuði und an Sven und an Andvett und an Ragnar, ihrer und Helgis Söhnen; und Sigrid an Spjallbuði, ihren Mann. Er starb in Holmgard in der St.-Olaf-Kirche. Opir schnitzte die Runen.
Originaltext:
runa ' lit kiara ' mirki at ' sbialbuþa ' uk ' at ' suain ' uk ' at * antuit ' uk at ' raknaR ' suni ' sin ' uk ' ekla ' uk ' siri(þ) ' at ' sbialbuþa ' bonta sin an uaR ' tauþr ' i hulmkarþi ' i olafs * kriki ' ubiR * risti ' ru
Holmgard war der Wikingername für den Handelsposten Novgorod in Russland. Spjallbude war sicher ein Händler der nordischen Zunft in der Stadt.